# Madame Bovary (film, 1937)
Pour les articles homonymes, voir Madame Bovary et Madame Bovary (homonymie).
Pour plus de détails, voir Fiche technique et Distribution.
Madame Bovary est un film dramatique allemand réalisé par Gerhard Lamprecht et sorti en 1937. Le scénario est adapté par Erich Ebermayer du roman Madame Bovary de Gustave Flaubert paru en 1857.

## Synopsis
Le docteur Bovary, médecin de campagne, a épousé Emma, une femme belle et sensuelle. Elle est loin d'être heureuse dans son mariage avec cet homme certes bienveillant et décent mais aussi terriblement ennuyeux. Le couple déménage dans la petite ville de province de Yonville, où le docteur veut ouvrir son propre cabinet. Cependant, Emma n'a qu'un seule obsession, celle de vivre  à Paris, car, selon elle, c'est le seul endroit où la vie bourdonne. Plus tard, le docteur Bovary a soigné avec succès la marquise d'Andervillier et, en remerciement, ce dernier invite le couple dans son château, où une soirée est justement organisée. Entourée d'admirateurs et de galants comme Rodolphe Boulanger, Madame Bovary se sent dans son élément. Par la suite, elle commencera à faire des achats somptueux avec une robe de luxe et des bijoux précieux. Bientôt, elle finit par être fortement endettée et tombe entre les mains de l'huissier de crédit Monsieur L'Heureux. Celui-ci a bientôt entre les mains de nombreuses lettres de change, ce qui lui permet de faire du chantage avec l'épouse du médecin.
Madame Bovary devient également de plus en plus accessible aux flatteries et aux avances de Boulanger, un galant mondain. Tous deux décident un jour de s'enfuir ensemble. Après une discussion avec son intendant, il a des doutes sur elle et part sans Emma. Dans sa déception, Madame Bovary fait une dépression nerveuse, alors que la situation professionnelle de son époux devient dramatique lorsqu'il manque de perdre son patient durant une opération difficile. Il doit se résoudre à abandonner l'espoir d'avoir une recommandation pour Paris, qui lui aurait garanti une prestation médicale exceptionnelle. De son côté, Monsieur L'Heureux commence à s'inquiéter lorsqu'il exige de Madame Bovary qu'elle honore enfin ses lettres de change et qu'elle rembourse l'argent qu'elle lui doit. Mais elle n'en est pas capable et en désespoir de cause, elle se tourne vers l'avocat Léon Dupuis, qu'elle considère comme un véritable ami. Mais celui-ci exige des contreparties qu'elle n'est pas prête à fournir. Boulanger semble alors être sa dernière chance mais ce dernier vient de se marier et se trouve en voyage de noces.
Se sentant à bout, elle retourne auprès de son mari. Passant devant la pharmacie de la ville, elle surprend une conversation du couple de pharmaciens, selon laquelle Emma Bovary et son mari sont désormais méprisés par tout le monde. Elle se faufile alors jusqu'à l'armoire à poison du pharmacien et en retire une ampoule sans se faire remarquer. De retour chez elle, elle en avale le contenu et lorsque son mari rentre, sa femme, qui lui demande pardon, est en train de mourir.
Toute aide arrivant trop tard, elle meurt.

## Fiche technique
- Titre original : Madame Bovary
- Réalisation : Gerhard Lamprecht
- Scénario : Erich Ebermayer, d'après le roman Madame Bovary de Gustave Flaubert
- Photographie : Karl Hasselmann
- Montage : Gerhard Lamprecht
- Musique : Giuseppe Becce
- Pays d'origine : Troisième Reich
- Langue originale : allemand
- Format : noir et blanc
- Genre : dramatique
- Durée : 95 minutes
- Dates de sortie :
  - Troisième Reich : 23 avril 1937

## Distribution
- Pola Negri : Emma Bovary
- Aribert Wäscher : Charles Bovary
- Ferdinand Marian : Rodolphe Boulanger
- Werner Scharf : Léon Dupuis
- Alexander Engel : Homais, pharmacien
- Paul Bildt : L'heureux
- Olga Limburg : Madame Lefrançois
- Karl Hellmer : Binet
- Katharina Brauren : Madame Homais
- Werner Stock : Justin, assistant du pharmacien
- Carla Rust : Félicité
- Rudolf Klein-Rogge : Prof. Canivet
- Eduard von Winterstein : Huret
- Barbara von Annenkoff : marquise d'Andervillier
- Georg H. Schnell : marquis d'Andervillier
- Franz Stein : duc de Laverrière
- Bertold Reissig : Hippolyte
- Johannes Bergfeldt : Amandé
- Gerhard Dammann : Robinet, fermier
- Angelo Ferrari : invité chez le marquis d'Andervillier
- Robert Forsch : invité du marquis
- Albert Karchow : bourgeois de Yonville
- Alfred Karen : invité du marquis d'Andervillier
- Hildegard Kiesewetter : vendeuse
- Adelberg Ludwigshausen : Jean, maître d'hôtel
- Edgar Nollet : clerc
- Hellmuth Passarge (de) : Monsieur Renard
- Ingeborg Peter : jeune fille
- Klaus Pohl : clerc
- Ulla Ronge : Sylvée
- Lili Schoenborn-Anspach : poissonnière
- Käte Strebel : vendeuse de quatre saisons